# موکرن
شهر موکرن (به آلمانی: Möckern) در ایالت زاکسن-آنهالت در کشور آلمان واقع شده‌است.